# Puellina flabellifera
Puellina flabellifera är en mossdjursart som först beskrevs av James Barrie Kirkpatrick 1888.  Puellina flabellifera ingår i släktet Puellina och familjen Cribrilinidae. Inga underarter finns listade i Catalogue of Life.